# Theophilus Cibber

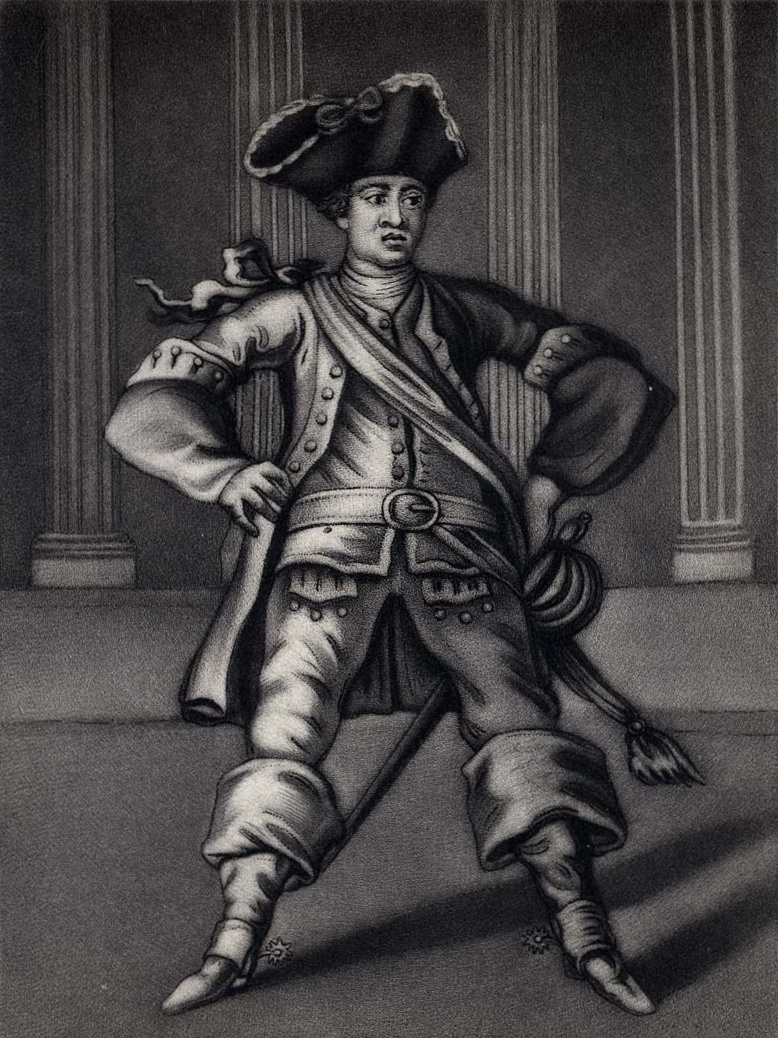
Theophilus Cibber nel ruolo di Pistola di Le allegre comari di Windsor

Theophilus Cibber (Londra, 26 novembre 1703 – Mare d'Irlanda, ottobre 1758) è stato un attore teatrale e commediografo inglese, figlio di Colley Cibber. Iniziò a recitare in tenera età e seguì il padre nella gestione teatrale. Nel 1727, Alexander Pope nella sua satira The Dunciad descrisse Cibber con tono scherzoso come un giovane che "ti sbatte la sua persona in piena faccia". Sul palcoscenico ewra famosa per l'interpretazione del personaggio Pistola nell'Enrico IV, parte II e di alcuni dei ruoli comici interpretati da suo padre in gioventù, ma dei critici lo accusarono di un eccesso di enfasi nella recitazione. La vita privata di Theophilus fu segnata da scandali e cattiva reputazione. Trovò la morte in un naufragio mentre era diretto in Irlanda per una stagione teatrale a Dublino.

## Carriera artistica
In qualità di figlio di Colley Ciber, Theophilus cominciò a recitare all'età di 16 anni nel Teatro Reale di Drury Lane.
Nel 1723, divenne direttore della stagione teatrale estiva e nel 1727 fu nominato assistente del direttore durante la stagione teatrale invernale. Nel 1732, uno dei direttori, Barton Booth, vendette la sua quota a John Highmore e un altro dei dirigenti, Robert Wilks, si ammalò e morì. Cibber senior rimase deluso dalla partecipazione alla gestione del teatro da parte della vedova di Wilks che agiva tramite il suo rappresentante, John Ellis.

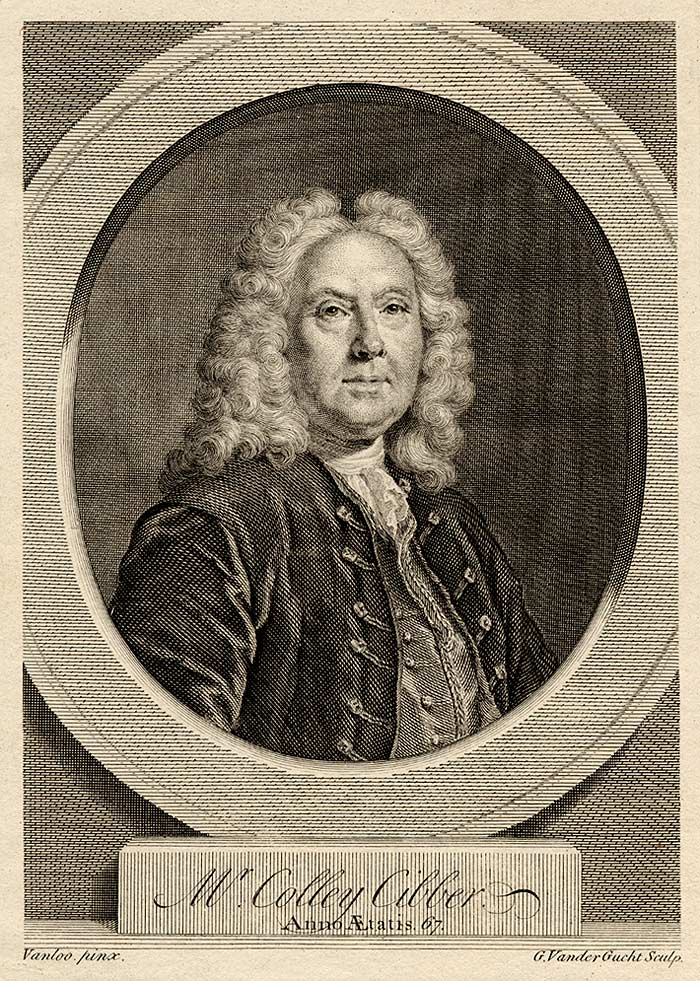
Colley Cibber, padre di Theophilus
Incisione di Gerard Van der Gucht

Colley Ciber abbandonò la gestione e cedette al figlio Theophilus la sua quota partecipativa nella compagnia teatrale.  Cibber junior assunse la guida della gestione del teatro nella stagione 1732-33 fin quando si ammalò. Il comportamento di Ellys e Highmore durante la sua assenza fu impostato o sul risparmio o sul fare soldi e ciò irritò Theophilus con conseguente crescita dell'attrito fra di loro. Gli altri dirigenti avvicinarono Cibber senior e si offrirono di acquistare la sua quota. Senza consultarsi col figlio, Colley Cibber vendette loro la sua quota per 3.000 ghinee e questi subito misero fuori gioco Theophilus. Theophilus si pose a capo della rivolta degli attori del Drury Lane che formarono una compagnia rivale, ma informale, di attori nell'Haymarket. I Cibber, padre e figlio, fecero richiesta di una lettera-patente per esibirsi al Haymarket me venne loro rifiutata. I gestori del Drury Lane cercarono di opporsi a Cibber facendo arrestare per vagabondaggio il suo primo attore, John Harper. L'opinione pubblica si schierò con Theophilus Cibber e Harper venne scarcerato. I gestori del Drury Lane furono sconfitti e Theophilus riprese il controllo della compagnia teatrale  alle sue condizioni.
Theofilus Cibber sposò l'attrice Jane Johnson ed ebbero quattro figli  Colley George nel 1726, Catherine nel 1727, Jane nel 1729 ed Elizabeth nel 1732. Colley George e Catherine morirono in tenera età mentre la loro madre morì all'età di 26 anni di febbre puerperale subito dopo la nascita di Elizabeth.

## Scandalo per adulterio

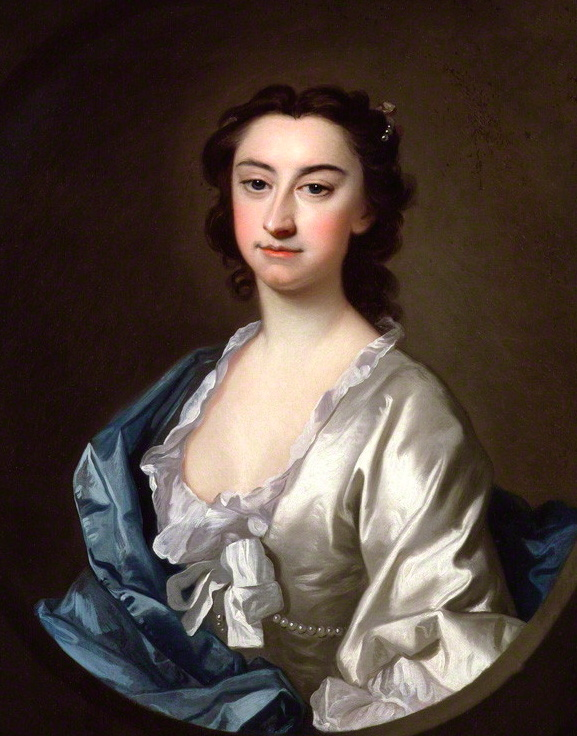
Susannah Maria Arne, seconda moglie di Theophilus Cibber
Ritratto del pittore Thomas Hudson

Il 21 aprile 1734, due anni dopo la morte della prima moglie, Jane, Cibber sposò la cantante e attrice Susannah Maria Arne, sorella del musicista Thomas Arne. Insolitamente, Susannah Maria insistette per un accordo prematrimoniale che proteggesse le sue proprietà e il reddito affidandoli a due amministratori, che le versavano periodicamente piccole somme. Theophilus non aveva accesso al denaro e nell'accordo era previsto che se Susannah fosse morta senza figli, i genitori e non il marito sarebbero stati i beneficiari dell'eredità. La coppia ebbe due figli, Susannah nel 1735 e Caius-Gabriel nel 1736, entrambi deceduti nel primo anno di età.
Theophilus e Susannah Maria facevano parte della compagnia teatrale del Drury Lane diretta dal padre di Theophilus, Colley. Dal 1735, ignorando l'accordo prematrimoniale, Cibber iniziò ad incassare personalmente il salario di sua moglie, e dal 1737, trovandosi in difficoltà economiche, cominciò anche a vendere gli abiti e gli effetti personali della moglie. Nel 1738, la coppia venne coinvolta in un processo riportato nelle cronache dell'epoca. I Cibber avevano dato vita con John Sloper, un signorotto di campagna, ad un ménage à trois dal quale Theophilus ricavava denaro. I tre misero su casa insieme a Kensington e Sloper pagava fitto e mantenimento, finché Cibber scappò in Francia per sfuggire ai creditori. Con suo grande sgomento Cibber ricevette una lettera da Susannah Maria che gli comunicava di volerlo lasciare per Sloper.
Cibber si precipitò a tornare in Inghilterra e a negoziare un accordo con Susannah Maria e Sloper che sfociò in un assurdo ma riuscito rapimento di Susannah Maria dalla casa di campagna di Sloper e che si concluse con una pistolettata di Sloper a Cibber e poi tutti e tre i protagonisti restare in una stessa locanda. Theophilus relegò la moglie in una casa a Wild Court, Great Wild Street, da dove ella venne liberata dal fratello che si introdusse nella casa facendo fuori una guardia. Theophilus ottenne l'arresto temporaneo di Thomas a Bridewell mentre Susannah Maria ritornò da Sloper. Come al solito avido di denaro, Cibber citò in giudizio Sloper per un risarcimento danni di 5.000 sterline motivato da una minaccia alla "sua tranquillità, alla sua felicità e alla sua speranza di avere discendenti". L'accusa produsse come testimoni, i titolari della locanda, i coniugi Hayes, che ammisero di aver spoiato gli incontri di Sloper con la signora Cibber attraverso un divisorio , confermando così l'adulterio senza ombra di dubbio. La difesa di Sloper controbatté chiamando a testimoniare la domestica di casa Cibber, Anne Hopson, che riferì che Cibber riceveva denaro da Sloper con piena coscienza della relazione extraconiugale di sua moglie. La difesa con sarcasmo apostrofò Cibber: "Prende soldi dall'amante della moglie, gli permette di mantenere la sua famiglia, gli consegna la moglie ed ha il coraggio di venire in tribunale a chiedere giustizia e risarcimento dei danni." Quindi concluse che "non vi è taglio di banconota abbastanza piccolo per risarcire i danni." La giuria fu d'accordo e concesse a Cibber la somma nominale di 10 sterline.

## Il declino
Sloper si ritirò nella sua tenuta e Susannah rinunciò ad esibirsi per un po' di tempo. Quando Cibber si presentò in scena come Lord Foppington nella commedia The Relapse, or, Virtue in Danger di John Vanbrugh venne bersagliato con frutta e spazzatura. L'anno successivo, il 1739, quando sua moglie, il suo amante ed i figli erano scomparsi, Cibber iniziò un'altra azione legale contro Sloper, con la richiesta di 10.000 sterline per il "sequestro" di sua moglie. Questa volta venne indennizzato con la somma di 500 sterline. Susannah, perché lo scandalo si placasse, si recò in Irlanda per una stagione concertistica con  Handel, al suo ritorno iniziò a recitare con David Garrick al Drury Lane conquistando un successo come protagonista di tragedie. Cibber perse la sua influenza nell'ambiente teatrale e trascorse i suoi ultimi anni passando di locale in locale recitando in parti occasionali. Il suo stile di recitazione era ormai fuori moda e impopolare, così cominciò a darsi al bere.
Il padre di Theophilus morì l'11 dicembre 1757, lasciando al figlio 50 sterline di eredità. Il giorno seguente Theophilus scrisse al Lord Ciambellano, il Duca di Newcastle, chiedendogli di farlo lavorare in un teatro. Il necrologio scritto da Theophilus per suo padre fu recitato da lui in vesti da lutto ma non ebbe una buona accoglienza ed egli fu costretto a cercare ingaggi altrove. Thomas Sheridan gli offrì di recitare allo Smock Alley Theatre di Dublino. Mentre era in viaggio verso l'Irlanda, la nave Dublin Trader con circa 60 passeggeri a bordo, fu colta da una tempesta e naufragò sulle coste scozzesi. Theophilus Cibber fu dato per disperso in mare.

## Scrittore
All'età di 17 anni Cibber adattò l'Enrico VI di Shakespeare, in An Historical Tragedy of the Civil Wars in Reign of King Henry VI. Successivamente adattò Romeo e Giulietta, in una versione in cui recitò con una delle sue figlie. Le opere di Theophilus, che comprendono la ballata Patie and Peggie, la commedia The Lover, la farsa The Auction e la pantomima The Harlot's Progress, non sono di grande pregio. Queste opere sono state pubblicate in una edizione moderna da David Mann in 1981.
La paternità letteraria di Theophilus per l'opera Lives of the Poets of Great Britain and Ireland, to the Time of Dean Swift (1753) è controversa; Samuel Johnson sosatenne che fu scritta da Robert Shiels. La maggior parte di quest'opera è tratta da precedenti opere di Gerard Langbaine e Giles Jacob. Altre opere attribuite a Theophilus sono A Letter from Theophilus Cibber to John Highmore (1733), A Lick at a Liar: or Calumny Detected. Being an Occasional Letter to a Friend (1752), An Epistle from Mr Theophilus Cibber to David Garrick, esq. (1755), e Two Dissertations on the Theatres (1756), che nonostante il titolo è in tre parti.
Nel mese di aprile del 1740, il padre di Theophilus pubblicò un'autobiografia, An Apology for the Life of Colley Cibber, Comedian, che ebbe un grande successo commerciale. Poco dopo, Theophilus pensò di pubblicare una sua autobiografia  e iniziò a raccogliere anticipi da potenziali lettori. In luglio venne pubblicato, An Apology for the Life of Mr. T[heophilus] C[ibber], Comedian: Being a Proper Sequel to The Apology for the Life of Mr. Colley Cibber, Comedian, with an Historical View of the Stage to the Present Year / Supposed to be Written by Himself in the Style and Manner of the Poet Laureate, ma Theophilus non ne era l'autore. Questa pubblicazione si rivelò essere un attacco contro i Cibber, padre e figlio, modellato sull'autobiografia scandalistica di Colley Cibber. Theophilus sostenne di aver restituito gli abbonamenti ricevuti e minacciò di querelare gli editori, ma non se ne fece nulla. L'autore non venne mai scoperto, ma ne venne sospettat Henry Fielding. Wilbur Lucius Cross, biografo di Fielding, riteneva che Fielding "in realtà non scrisse il libro, [ma] in segreto, senza dubbio, doveva aver prestato il suo aiuto qui e là nel testo".